# Federazione pallavolistica del Sudafrica
La Federazione sudafricana di pallavolo (eng. Volleyball South Africa, VSA) è un'organizzazione fondata per governare la pratica della pallavolo in Sudafrica.
Organizza il campionato maschile e femminile, e pone sotto la propria egida la nazionale maschile e femminile.
Ha aderito alla FIVB nel 1992.